# 卡馬卡島
卡馬卡島（Kamaka）是法屬波利尼西亞甘比爾群島的島嶼之一，位於芒阿雷瓦島南側11.7公里處，由甘比尔市镇管辖。該島長約one（0.6英里），寬約700（2,300英尺），面積約0.5平方（0.2平方英里），島上最高點高於海平面166（545英尺）。
在歐洲人到來之前，該島並沒有永久居民，但有漁民短期生活。卡馬卡島現在是無人島。